# Вымогательство (фильм, 1988)
«Вымогательство» (англ. Shakedown) — американский кинофильм, криминальная драма с актёрским дуэтом Питера Уэллера и Сэма Эллиотта.

## Сюжет
Роланд Далтон (Питер Уэллер), принципиальный и с недавнего времени безработный манхеттенский адвокат-идеалист. Последним в его послужном списке стало дело мелкого торговца кокаином Майкла Джонса (Ричард Брукс), обвиняемого в убийстве офицера полиции Патрика О’Лири в Центральном парке. По версии Джонса, он выстрелил в полицейского в порядке самозащиты, а О’Лири был нечестным копом и грабил уличных торговцев наркотиками.
Далтон привык доводить дела до конца, и этот случай не даёт ему покоя. Он выходит на Ричи Маркса (Сэм Эллиотт), нелюдимого агента из отдела по борьбе с оборотом наркотиками департамента полиции Нью-Йорка. Далтон находит Маркса в театре и допытывается у него сведений по делу О’Лири. «Иди к нему домой. Копы ни хрена не смыслят в том, как прятать деньги», отвечает Маркс.
Этой же ночью Далтон вскрывает гараж убитого офицера и находит в нём совершенно новый ярко-красный Porsche Cabriolet Turbo. Роланд Далтон и Ричи Маркс приходят к схожим выводам: дело пахнет разоблачением целой сети коррумпированных сотрудников полиции, повязанных большими деньгами с наркобароном Никки Карром (Антонио Фаргас).
Параллельная сюжетная линия связана с противником Далтона по его последнему делу. Оппонентом адвоката была назначена прокурор Сьюзан Кантрелл (Патрисия Шарбонно), невероятно привлекательная и сексуальная. Во время слушаний Роланд сильно увлёкся ей, в тайне от своей невесты Гейл (Бланш Бейкер).
В это время Ричи Маркса подводят его сослуживцы — Ники Карр ускользает от правосудия, за 5 минут до полуночи за него вносят залог в 1 млн долларов наличными. А Далтон подвергается нападкам нью-йоркских полицейских.
Роланда подлавливают на демонстрации улики, которая могла бы доказать невиновность Майкла Джонса. Перед началом конфликта с офицером драг-дилер успел нажать кнопку ЗАПИСЬ на магнитоле, с которой он был в парке. Однако запись подчищена, и Далтон с удивлением слышит свой голос. Аудитория требует казни Далтона, ему чудом удаётся спастись с помощью подоспевшего Маркса. Но теперь друзья вне закона, и за ними начата настоящая охота.

## В ролях
- Питер Уэллер — Роланд Далтон
- Сэм Эллиотт — детектив Ричи Маркс
- Патриша Шарбонно — помощник окружного прокурора Сьюзан Кантрелл
- Джуд Чикколелла — офицер Патрик О'Лири
- Бланш Бейкер — Гейл Файнбергер
- Антонио Фаргас — Ники «NC» Карра
- Ричард Брукс — Майкл Джонс
- Джон Кристфер МакГинли — Шон Филлипс
- Леланд Эллер — первый офицер
- Джордж Лорос — офицер Варелли
- Томас Уэйтс — офицер Келли
- Джеймс Экхаус — Стив Розен
- Уолтер Бобби — Дин Хоуленд
- Эндрю Джонс — Билли
- Дэрил Эдвардс — доктор Ватсон
- Хос Ланиадо — Рубен
- Ларри Джошуа — Райдел
- Рональд Макконе — Мастранжело
- Билл Цвиковски — Коллинз
- Дэвид Провэл — Ларри
- Гарольд Перрино — Томми
- Ричард Эппер — Блэйд
- Рой Томас — Леон
- Бари Уиллерфорд — «Монстр»
- Генри Джадд Бейкер — «Большой Лерой»
- Майкл Медейрос — «Бамперс»
- Эверетт Мендес III — Стиви «Придурок»
- Рой Милтон Дэвис — проповедник
- Гленн Сэдлер — капитан
- Августа Дэбни — судья Мейнард
- Мария Дорня — миссис Файнбергер
- Уильям Принс — мистер Файнбергер
- Джон Финн — бармен
- Том Мардиросян — таксист
- Холт Маккэллани — офицер блокпоста
- Бадди Ван Хорн — полицейский
- Энтони Кривелло — Хулио
- Кэтрин Россеттер — Маргарет О'Лири
- Мари Маршалл — Маффи
- Лиза Энн Поджи — Сьюзи
- Джулия МакНил — Нэнси
- Мэри Бет Ли — Мэри
- Ширли Столер — Ирма
- Шейла Джонсон — леди Карра

## Критика
Роджер Эберт похвалил Гликенхауса за то, что он продемонстрировал «огромное мастерство», когда пожертвовал историей, чтобы поставить свои боевые сцены, и похвалил Веллера и Эллиотта за то, что они «сильны, неуловимы, но убедительны в своих ролях», сказав: «Это собрание из сенсационных моментов, соединенных вместе сюжетом, дающим повод для удивительных трюков, и не более того».
Джин Саскел из Chicago Tribune назвал фильм «бесшабашной, захватывающей и забавной полицейской картиной», высоко оценив режиссуру Гликенхауса за «смесь реальности и невероятных острых ощущений» в боевых сценах, заявив: «Такая веселая картина может сделать любителя кино счастливым на неделю».
Кевин Томас из Los Angeles Times посчитал, что Эллиотту не хватало равного экранного времени с Веллером, чтобы его персонаж оставался в сознании зрителя, но он также похвалил Гликенхауса за то, что фильм до конца сохраняет «краткость, динамичность и атмосферность».